# Кирпиченко, Сергей Вадимович
Серге́й Вади́мович Кирпиче́нко (13 августа 1951 — 2 сентября 2019) — советский и российский дипломат. Чрезвычайный и полномочный посол (2007).

## Биография
Родился в семье высокопоставленного советского разведчика Вадима Алексеевича Кирпиченко и востоковеда Валерии Николаевны Кирпиченко. Родители, бывшие арабистами, оказали влияние и на интерес С. В. Кирпиченко к «изучению арабского языка, истории и культуры арабских народов».
Окончил МГИМО (1973), коммерческое отделение факультета международных экономических отношений. В том же году поступил на работу в МИД.
Работал в посольствах СССР в Сирийской Арабской Республике (1973—1975), Иорданском Хашимитском Королевстве (1983—1988).
- В 1991—1995 годах — советник-посланник посольства СССР/России в Королевстве Саудовская Аравия.
- В 1995—1998 годах — первый заместитель директора департамента Ближнего Востока и Северной Африки МИД России.
- С 30 января 1998 по 30 ноября 2000 года — чрезвычайный и полномочный посол Российской Федерации в ОАЭ[2][3].
- С 26 декабря 2000 по 13 февраля 2004 года — чрезвычайный и полномочный посол Российской Федерации в Ливии[4][5].
- В 2004—2006 годах — посол по особым поручениям МИД России.
- С 1 декабря 2006 по 7 сентября 2011 годах — чрезвычайный и полномочный посол Российской Федерации в Сирии[6][7].
- C 7 сентября 2011 года — чрезвычайный и полномочный посол Российской Федерации в Египте и по совместительству полномочный представитель при Лиге арабских государств[8][9].

Владел арабским, английским и французским языками.
Скончался в больнице Каира 2 сентября 2019 года.

## Семья
Был женат, есть дочь и сын, дети работают в МИД России.

## Награды
- Благодарность президента Российской Федерации (6 февраля 2009) — за заслуги в реализации внешнеполитического курса Российской Федерации и многолетнюю безупречную дипломатическую службу[11]
- Орден Дружбы (26 ноября 2011) — за большой вклад в реализацию внешнеполитического курса Российской Федерации и многолетнюю добросовестную работу [12]
- Орден Почёта (8 февраля 2019) — за большой вклад в реализацию внешнеполитического курса Российской Федерации и многолетнюю добросовестную службу[13].

## Дипломатический ранг
- Чрезвычайный и полномочный посланник 2 класса (16 октября 1992)[14]
- Чрезвычайный и полномочный посланник 1 класса (18 сентября 1996)[15]
- Чрезвычайный и полномочный посол (6 февраля 2007)[16]